# Mark Kanemura
Mark Kenneth Ioane Kanemura   (Hawaii, 1983. szeptember 17. –) kaneohei származású amerikai táncos.

## Élete
1983. szeptember 17-én született Hawaiin. Az első tánclépésekre a nővére tanította. 13 éves korában beiratkozott klasszikustánc-oktatásra, innen került egy zenés színházba, és részt vett különféle produkciókban. Később kapott egy táncos szerepet a Grease-ben. 14 éves korában kezdett dolgozni. Szülei akkoriban váltak el, anyja nem tudta fizetni a lakbért, az élelmiszert és egyéb szükségleteket előteremteni, és nem tudta fizetni fia táncóráit. Mark tánctanára látta, hogy a fiú ígéretes táncos, és felajánlott neki egy állást, így tanította táncolni. Mark megtanult balettozni, megtanulta a modern, kortárs táncot, a funkyt, a dzsesszt, a hiphopot és az utcai stílust. Később benevezett egy televíziós versenyre, ahol megnyerte a 25 000 dolláros fődíjat. Ezek után szerepet kapott a Hawaii Balettszínház műsorában a Diótörőben. Élt Kaliforniában és New Yorkban, ahol táncot oktatott, és táncversenyeken nyert díjakat, elismeréseket. Elutazott Japánba, ahol ő volt a táncosok irányítója a Tokyo Disney Sea Mystic Rhythmsben, majd utazgatott a keleti és nyugati part mentén mint táncos és koreográfus.

## So You Think You Can Dance
2008 nyarán Mark bekerült a Top 20 táncosok közé a So You Think You Can Dance (Szóval azt hiszed, hogy tudsz táncolni) 4. évadába. Párja Chelsie Hightower volt, aki a top 10-ig vele is maradt, ezután új párosítások miatt szétváltak. Miután bekerült a top 10-be, turnézhatott a táncosokkal.
2008. szeptember 20-án a verseny top 11 versenyzője Markkal és két póttaggal útnak indult, 41 várost látogattak meg, és táncműsorokban szerepeltek. A turné 2008. november 17-én ért véget.

## Tánckarrier
Mark Lady Gaga táncosa lett, 2009-ben több klipben is szerepet kapott (Paparazzi, Judas, Born This Way, Alejandro, Telephone), táncolt a Monster Ball turnén is. Korábban részt vett Janet Jackson Make Me zenei videójában. Nagyon sok sztár klipjében táncolt, pl : Katy Perry , Kylie Minogue, Britney Spears, stb. Ezen kívül a Glee-ben is szerepet kapott.

## Külső hivatkozások
- Hivatalos lap
- IMDb
- Facebook